# 9985 Акіко
9985 Акіко (1996 JF, 1982 KC2, 9985 Akiko) — астероїд головного поясу, відкритий 12 травня 1996 року.
Тіссеранів параметр щодо Юпітера — 3,570.